# Northridge-Erdbeben 1994

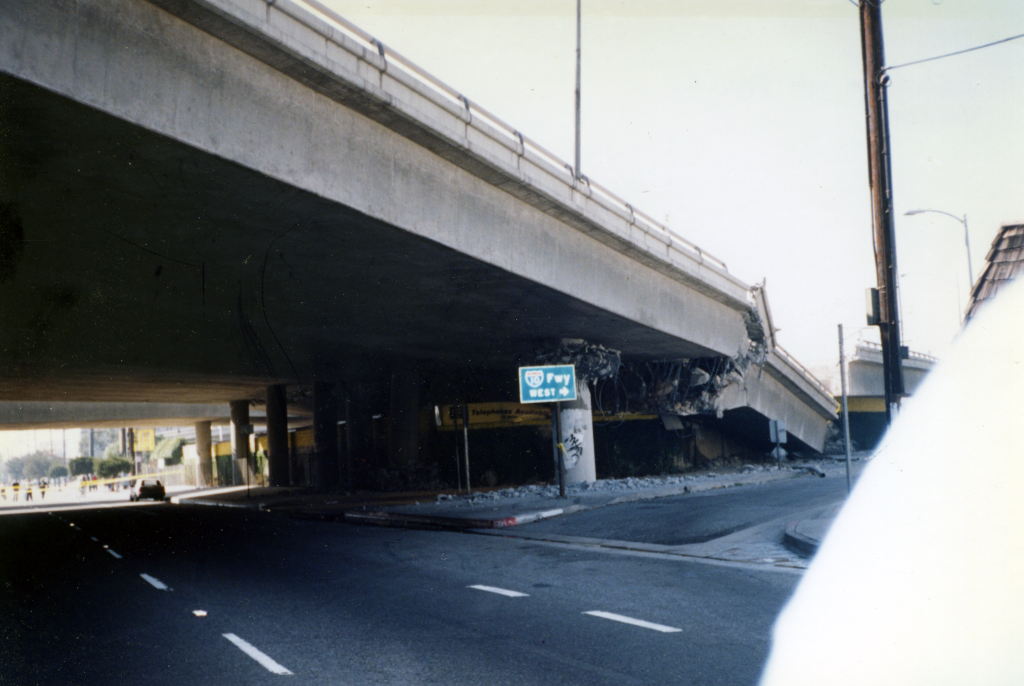
Eingestürzter Abschnitt des I-10 Freeway am La Cienega Boulevard

Das Northridge-Erdbeben ereignete sich am 17. Januar 1994 um 04:30 Uhr Ortszeit (12:30 UTC) in Reseda in der Stadt Los Angeles. Das Erdbeben hatte eine hohe Magnitude von 6,7 Mw und erreichte auf der Mercalliskala die Stufe IX (verwüstend). Der Spitzenwert der Oberflächenbeschleunigung (Peak ground acceleration) war der höchste jemals in einer städtischen Umgebung gemessene Wert in Nordamerika. 60 Menschen starben und mehr als 9.000 wurden verletzt. Der Sachschaden wurde auf 20 Milliarden Dollar geschätzt, es war damit eine der teuersten Naturkatastrophen in den USA. Das Beben betraf fast die gleiche Region wie das San-Fernando-Erdbeben von 1971 (Sylmar-Erdbeben), das eine Stärke von 6,6 MW erreichte.

## Das Erdbeben
Das Erdbeben ereignete sich im San Fernando Valley etwa 31 km nordwestlich des Stadtzentrums von Los Angeles in der Nähe der Gemeinde Northridge. Das Epizentrum des Bebens lag im Stadtteil Reseda, nahe der Kreuzung des Reseda Boulevards und der Saticoy Street. Die genaue Bestimmung der Lage des Epizentrums zog sich über einige Tage hin, so dass in der Zwischenzeit der von den Medien geprägte Name „Northridge-Erdbeben“ gebräuchlich wurde. Der Name hielt sich, zum Teil wegen der ausgedehnten Schäden und der Opfer in Northridge.
Das National Geophysical Data Center bestimmte die Tiefe des Hypozentrums mit 17 km. Trotz der Nähe der Region zur San-Andreas-Verwerfung ereignete sich das Beben nicht auf dieser Störung, sondern auf einer vorher unentdeckten, nicht an der Oberfläche sichtbaren (blinden) Überschiebung.

### Schäden und Opfer

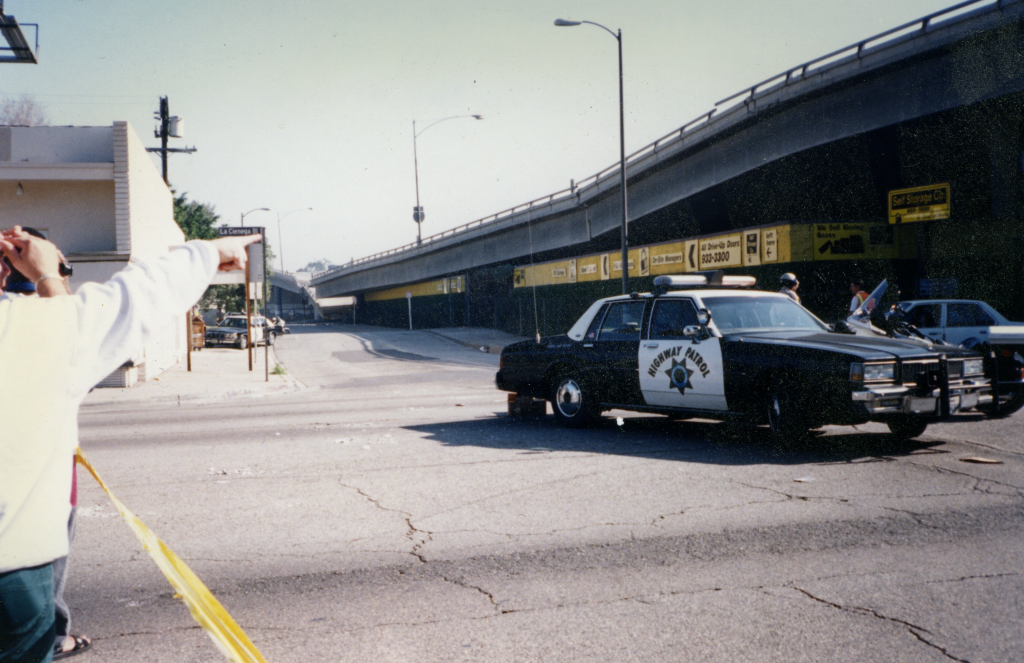
Verformter Freeway vor dem zusammengebrochenen Abschnitt (im Hintergrund)

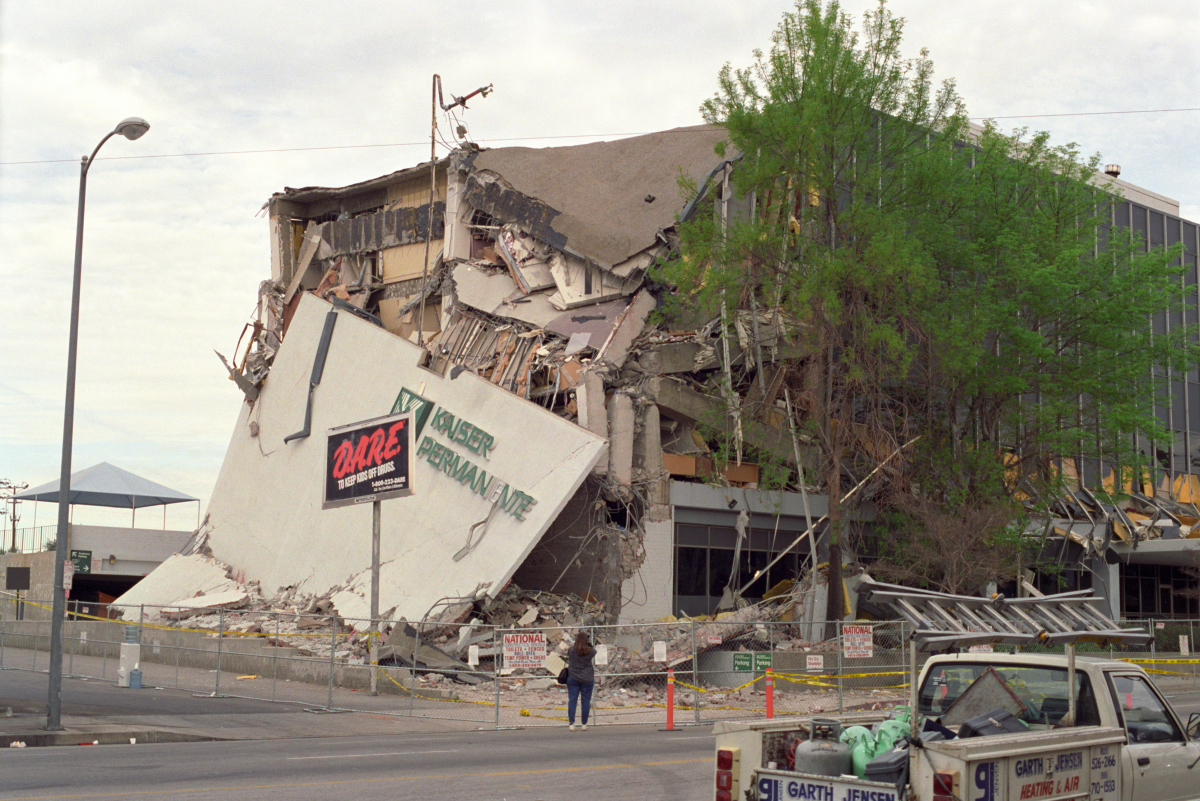
Schäden am Kaiser Permanente Building

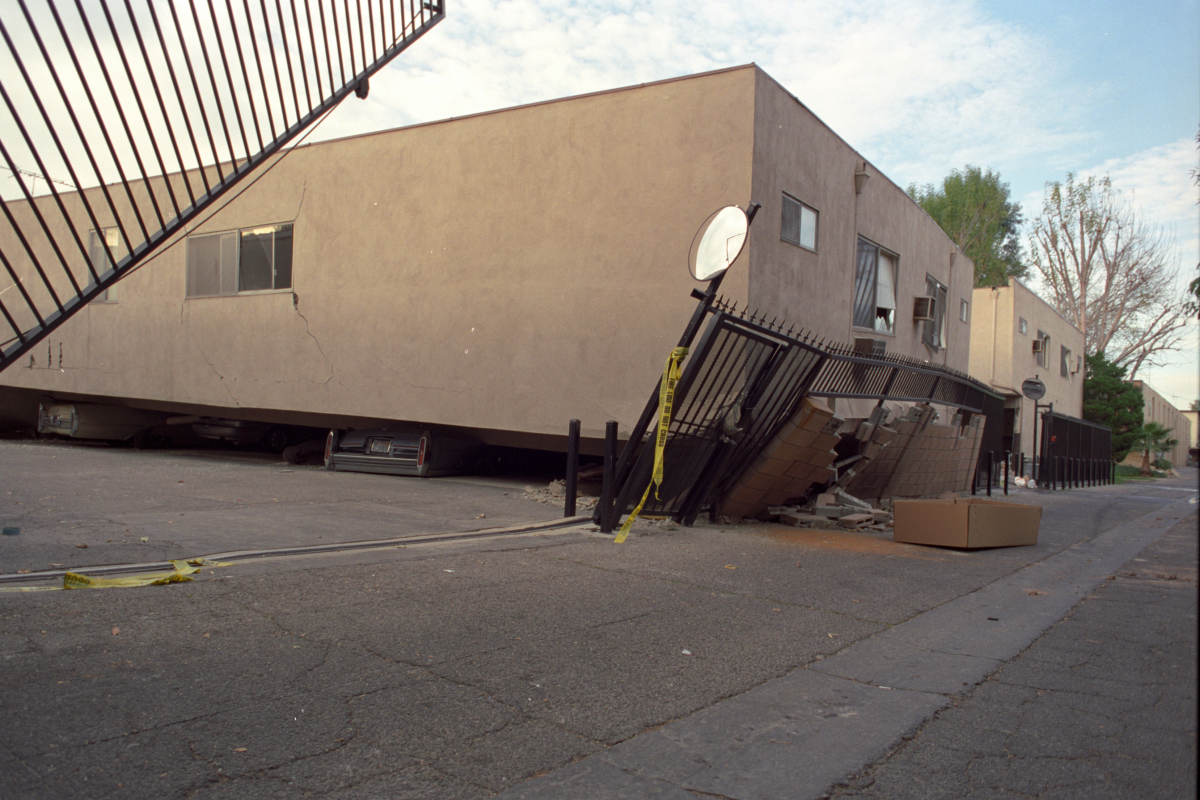
Von den Stützen abgeschertes Apartmentgebäude. Unter dem Gebäude sind Fahrzeuge sichtbar.

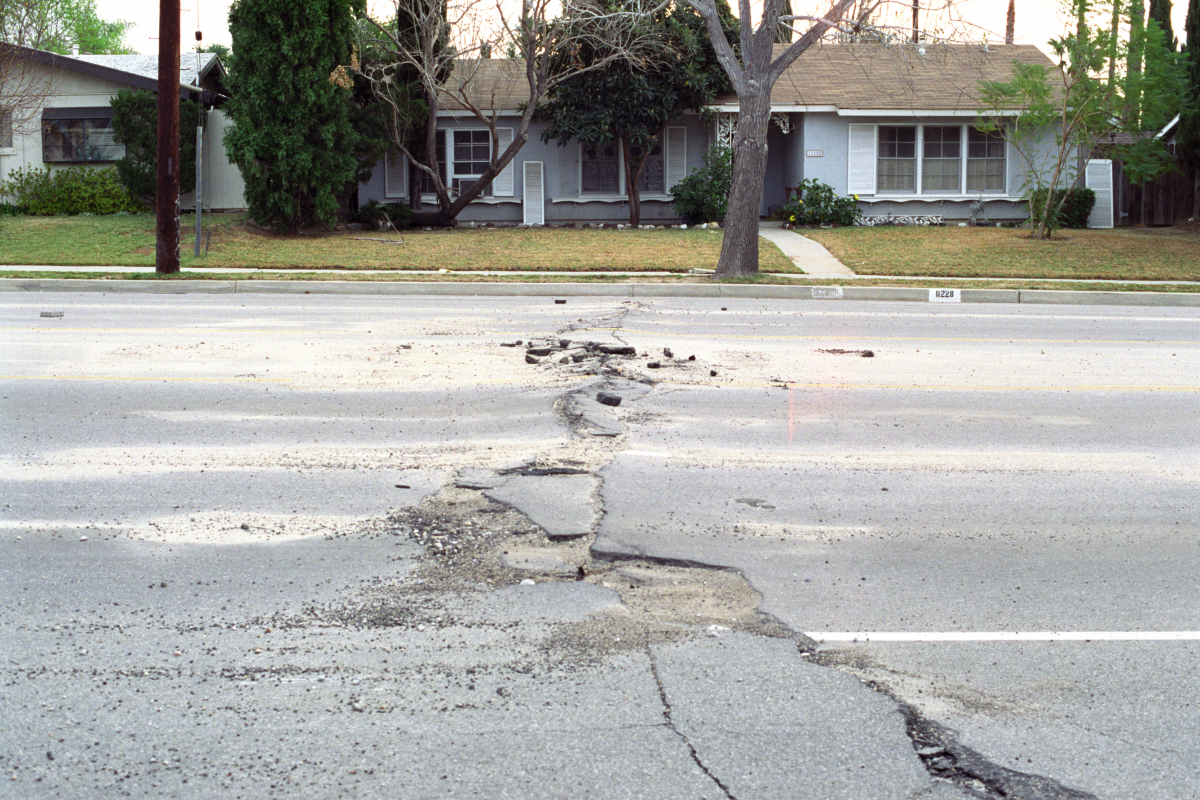
Straßenschäden

Schäden traten bis in eine Entfernung von 125 km auf. Die meisten davon wurden im Westen des San Fernando Valleys registriert, ebenso in den Städten Santa Monica, Simi Valley und Santa Clarita. Mindestens 57 Personen fanden durch das Erdbeben den Tod, und mehr als 9.000 wurden verletzt, wovon 1.600 ins Krankenhaus eingewiesen werden mussten.
Im Northridge Meadows Apartmentkomplex fanden 16 Personen durch den Einsturz des Gebäudes den Tod. Das Northridge Fashion Center wurde ebenfalls schwer beschädigt, vor allem durch den Zusammenbruch von Parkhäusern.
Größere Schäden an Autobahnen traten bis in eine Entfernung von 32 km vom Epizentrum auf. Teile der Interstate 10 (Santa Monica Freeway), der Interstate 5 (Golden State Freeway) und der California State Route 14 (Antelope Valley Freeway) stürzten ein und mussten wieder aufgebaut werden. Der Newhall Pass Interchange, die Kreuzung der Interstate 5 und der California State Route 14, stürzte ein, wie dies auch schon 23 Jahre vorher beim San-Fernando-Erdbeben von 1971 geschehen war, obwohl das Autobahnkreuz mit verstärkten Bauteilen neu errichtet worden war.
Beim Einsturz der Kreuzung kam der LAPD-Polizist Clarence W. Dean ums Leben, der auf Motorradstreife nach Süden unterwegs war. Bei der frühmorgendlichen Dunkelheit übersah er beim Wechsel von der I-14 auf die I-5 den eingestürzten Abschnitt, fiel zwölf Meter in die Tiefe und war sofort tot. Als die Kreuzung ein Jahr später wieder aufgebaut war, wurde sie ihm zu Ehren Clarence Wayne Dean Memorial Interchange genannt.
Mehrere Geschäftsgebäude stürzten ein, und unter den weiteren Schäden ist der Zusammenbruch der Anzeigetafel des Anaheim Stadiums zu nennen, die über mehreren hundert (glücklicherweise leeren) Zuschauersitzen zusammenfiel. Zusätzlich kam es an nicht wenigen Gebäuden zu Schäden, die erst nach einiger Zeit auffielen und dann doch zur Feststellung eines Totalschadens führten. Schwer beschädigt wurde auch die First Congregational Church.

### Art der Schäden
Die Besonderheit dieses Bebens bestand in den ausgeprägten Schüttelbewegungen und der starken Beschleunigung des Bodens, die Werte bis zur Höhe der Erdbeschleunigung erreichte. Zusätzlich wurden Schäden durch Erdrutsche und Feuer verursacht. Die meisten Todesfälle und Schäden ereigneten sich aufgrund der Besonderheiten des Bebens in mehrgeschossigen Gebäuden, vor allem in solchen mit einem Holz-Tragwerk. Besonders stark betroffen waren darunter die Gebäude, deren Erdgeschoss im Vergleich zu den darüber liegenden Etagen strukturell schwach waren, wie etwa solche mit offenen Parkplätzen im Erdgeschoss unter dem Gebäude (s. Bild). Wie dies bei Erdbeben häufig vorkommt, wurden nicht verstärkte Ziegelbauten und Gebäude an steilen Hängen oft beschädigt. Die meisten Schulgebäude widerstanden dem Erdbeben hingegen gut. Insgesamt blieb die Zahl der Opfer niedrig, da es sich nicht nur zu früher Tageszeit ereignete, sondern auch an einem staatlichen Feiertag, dem Martin Luther King Day.
Zahlreiche Feuer entstanden durch Gasleitungen, die durch das Abrutschen von Häusern von ihren Fundamenten abrissen, sowie durch gasbetriebene Warmwassergeräte, die nicht ausreichend gegen die auftretenden Bewegungen gesichert waren und von der Wand fielen. Im San Fernando Valley wurden verschiedentlich Haupt-Gas- und Wasserleitungen durchtrennt, so dass in einigen Straßen Flammen durch das Wasser schlugen.
Einen entscheidenden Einfluss auf die in Bezug auf die Stärke des Bebens relativ geringen Schäden hatten die Bauvorschriften, die wegen der bekannten Erdbebenhäufigkeit in Kalifornien spezielle Bauweisen und Gebäudeverstärkungen vorschreiben, damit Gebäude den meisten Erdbeben weitgehend schadlos widerstehen können. Es erwies sich allerdings, dass einige Einzelheiten der Vorschriften nicht so gut an die beim Northridge-Erdbeben auftretenden Kräfte angepasst waren, so dass die Bauvorschriften im Anschluss an das Beben überarbeitet wurden.

## Nachwirkungen des Bebens

### Talfieber
Ein ungewöhnlicher Effekt des Erdbebens war ein Ausbruch des Talfiebers (Kokzidioidomykose), einer durch das Einatmen von in der Luft schwebenden Sporen hervorgerufenen Erkrankung der Atemwege. In den acht auf das Erdbeben folgenden Wochen war die Anzahl der Krankheitsfälle (203) fast zehnmal höher als sonst, und drei Personen starben an der Krankheit. Die Zunahme der Krankheitsfälle wird mit der Aufwirbelung von Staub durch vom Beben ausgelöste Erdrutsche erklärt. Die meisten Krankheitsfälle traten unmittelbar im Abwind von Erdrutschen auf.

### Auswirkungen auf Erdbebenschutzvorrichtungen
Vor dem Northridge-Erdbeben wurde angenommen, dass ein entsprechend ausgelegter Dämpfungsmechanismus, der in Vorrichtungen zur Vibrationskontrolle von Gebäuden eingebaut wird, Vibrationen und Schwankungen des Gebäudes wirkungsvoll unterdrückt und somit zur Erdbebensicherheit des Gebäudes beiträgt. Vergleiche der aufgrund solcher Vorrichtungen theoretisch bestehenden Erdbebensicherheit mit dem in der Wirklichkeit während des Northridge-Erdbebens beobachteten Verhalten von damit ausgerüsteten Gebäuden zeigten, dass jedoch gerade die aufgrund der Dämpfung auftretenden Kräfte eine der Hauptursachen für die festgestellten Schäden waren. Die Untersuchungen machten deutlich, dass theoretische Überlegungen nicht ausreichen, um die Auswirkungen von Erdbeben auf Gebäude verlässlich zu beschreiben.

### Nachwirkungen des Bebens in der Gesetzgebung
Das Northridge-Erdbeben hatte eine Reihe von Gesetzesänderungen zur Folge.
Elf Krankenhäuser wurden durch das Erdbeben beschädigt oder waren danach sogar unbrauchbar. Die betroffenen Häuser konnten deshalb nicht nur die Versorgung der Umgebung nicht gewährleisten, ihre Patienten mussten darüber hinaus in andere, noch funktionierende Krankenhäuser verlegt werden. Aufgrund dessen wurde von der kalifornischen Regierung ein Gesetz erlassen, dass alle mit der Notfallaufnahme verbundenen Einrichtungen bis zum 1. Januar 2005 erdbebensicher umgerüstet werden mussten.
Wegen der zahlreichen Brände durch abgerissene Warmwasser-Gasheizungen wurde 1995 ein Gesetz erlassen, das eine erdbebensichere Befestigung solcher Anlagen vorschrieb. Weiterhin wurden große Anstrengungen unternommen, Straßenüberführungen gegen Schüttelbewegungen zu verstärken.
Aufgrund der hohen Verluste verschiedener Versicherungsgesellschaften infolge des Erdbebens wurden Versicherungen gegen Erdbebenschäden in Kalifornien stark eingeschränkt oder völlig aufgegeben. Aus diesem Grund wurde von der Staatsregierung die California Earthquake Authority geschaffen, eine privat finanzierte und öffentlich verwaltete Organisation, die zumindest eine Grundabsicherung gegen solche Schäden gewährleistet.